# Gambolò
Gambolò (lombardul: Gambulò) település Olaszországban, Lombardia régióban, Pavia megyében. Lakosainak száma 9730 fő (2023. január 1.). Gambolò Mortara, Vigevano, Tromello és Borgo San Siro községekkel határos.

## Népesség
A település lakossága az elmúlt években az alábbi módon változott:
| Lakosok száma | 10 059 | 9916 | 9730 |
|               | 2017   | 2018 | 2023 |